# Hilmir Rafn Mikaelsson
Hilmir Rafn Mikaelsson, né le 2 février 2004 à Hvammstangi en Islande, est un footballeur islandais, qui évolue au poste d'avant-centre au Viking FK.

## Biographie

### En club
Né à Hvammstangi en Islande, Hilmir Rafn Mikaelsson est formé par le Ungmennafélagið Fjölnir. Il joue son premier match en professionnel avec cette équipe, le 21 février 2021, lors d'une rencontre de coupe de la Ligue islandaise contre le Fylkir Reykjavik. Il est titularisé et son équipe est battue par quatre buts à un.
Lors de l'été 2021, Hilmir Rafn Mikaelsson rejoint l'Italie afin de signer en faveur du Venezia FC sous la forme d'un prêt. Il est transféré définitivement Venise à l'été 2022.
Le 12 février 2024, Mikaelsson est prêté par Venezia au Kristiansund BK pour une saison, soit jusqu'à la fin de l'année.
Il inscrit son premier but pour Kristiansund le 5 mai 2024, lors d'une rencontre de championnat face au Hamarkameratene. Titulaire, il marque le but égalisateur de son équipe (1-1 score final).
Le 10 janvier 2025, Hilmir Rafn Mikaelsson quitte définitivement le Venezia FC afin de signer pour le Viking FK pour un contrat courant jusqu'en décembre 2028.

### En sélection
Hilmir Rafn Mikaelsson représente l'équipe d'Islande des moins de 19 ans. Il au total seize matchs et marque quatre buts avec cette sélection.
Mikaelsson joue son premier match avec l'équipe d'Islande espoirs le 17 novembre 2022, lors d'un match amical face à l'Écosse. Il entre en jeu à la place de Brynjólfur Willumsson lors de cette rencontre où les deux équipes se neutralisent (0-0 score final).